# Chats de l'Ermitage

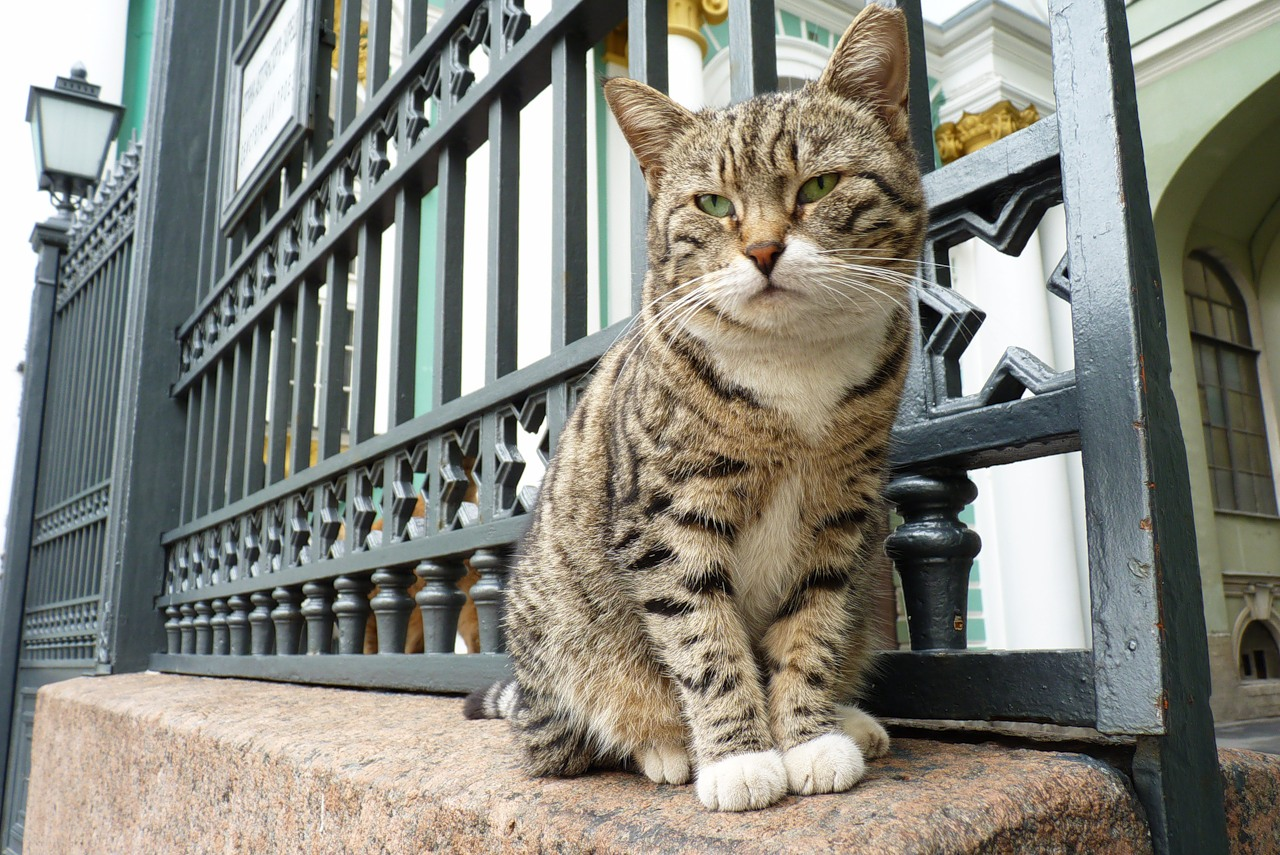
Un des chats de l'Ermitage

Les chats de l'Ermitage sont des chats du musée de l'Ermitage, à Saint-Pétersbourg en Russie. Le musée a un secrétaire de presse et trois gardiennes qui s'occupent des soixante-dix chats.

## Histoire
Depuis le XVIIIe siècle, des chats sont les gardiens du musée contre les rongeurs. En 1714, l'impératrice Élisabeth Ire commence à amasser une collection d'objets d'art provenant de toute l'Europe ; notamment au palais de l'Ermitage. Afin de les protéger, elle promulgue en 1745 un oukase afin que trente des meilleurs chats domestiqués (de la race Bleu russe) soient stérilisés et amenés au palais depuis la ville de Kazan.
Le décret est immédiatement exécuté et, dès 1747, un service de garde de son palais par des chats est organisé. Les chats font leur travail et presque tous les rongeurs du palais disparaissent. Après la construction du palais d'Hiver, les chats sont introduits dans un nouveau bâtiment, où ils s'installent rapidement. En 1764, la fondatrice de l'Ermitage, l'impératrice Catherine II, qui n'aime pas les chats, les laisse dans le palais et leur attribue le statut de « gardes de sécurité des galeries d'art », en les divisant en deux catégories : la cour et les salles, les bleus russes prévalent dans la deuxième.
Les chats vivent dans le palais pendant la guerre avec Napoléon Ier ainsi que pendant la révolution, sous le régime soviétique. Pendant le blocus de Léningrad, tous les chats meurent et le palais d'Hiver grouille littéralement de rats. En 1941, les œuvres d'art sont évacuées vers l'Oural, à Sverdlovsk, et douze abris anti-bombes sont aménagés dans les caves du musée. Après la guerre, cinq mille chats sont amenés à Léningrad, dont certains se retrouvent à l’Ermitage. Bientôt les rats disparaissent.
Dans les années 1960, les chats se reproduisent trop. Ils ont étendu leur habitat, délaissant les sous-sols du palais pour les couloirs et les salles du musée, puis les chats sont renvoyés. Cependant, les produits chimiques de type rodenticide ne se justifiant pas, les chats sont alors rapidement ramenés dans leur lieu d'affectation d'origine.
Au musée du Chat (ru) de Vsevolojsk, où vivent plusieurs chats de l'Ermitage, une exposition historique est consacrée aux chats en Russie, y compris aux chats de l'Ermitage.